# Việt Minh
El Việt Minh (forma abreujada de Việt Nam Ðộc Lập Ðồng Minh Hội, "Lliga per la independència del Vietnam") es va formar en una conferència el maig de 1941, com aliança entre el Partit Comunista Indoxinès i grups nacionalistes, per aconseguir la independència la Indoxina francesa. La lliga va ser dirigida per Nguyễn Sinh Cung, més conegut com a Ho Chi Minh, la qual va fundar juntament amb Le Duan, Vo Nguyen Giap i Pham Van Dong.
Durant la Segona Guerra Mundial, el Japó va ocupar la Indoxina francesa, establint bases el 1941. El març de 1945 ocuparien tot el territori. Tanmateix, el Viet Minh es va centrar en els atacs a guarnicions franceses, caient la primera el desembre de 1944, quan Vo Nguyen Giap ja havia format les primeres brigades. Amb la rendició del Japó l'agost de 1945, la lliga va prendre el control del país i Ho Chi Minh va proclamar la independència el 2 de setembre. Després de negociacions infructuoses, el desembre de 1946 l'armada francesa va bombardejar la ciutat de Haiphong provocant milers de morts. El Vietminh es va retirar a les seves bases a la Xina, deixant al país grups guerrillers. El 1950 van envair el nord del Vietnam i els combats no s'acabarien fins al 1954 després de la batalla de Dien Bien Phu que va posar fi a la Guerra d'Indoxina aconseguint la independència de la part nord del país i un compromís dels francesos de realitzar unes eleccions per reunificar el país en un termini de pocs anys.
El Viet Minh es va dissoldre, però els estatunidencs, que havien substituït als francesos com a força d'ocupació al sud, no van complir els acords de Ginebra i no van convocar les eleccions de reunificació promeses. Així el 1960 es va fundar el Front Nacional d'Alliberament que lideraria la guerra contra els Estats Units a la part sud del país, fins al seu alliberament.